# Shokugoshūi Wakashū
Shokugoshūi Wakashū (続後拾遺和歌集?, Prosecuzione delle ultime spigolature), è la sedicesima Chokusen wakashū (勅撰和歌集?, Antologia imperiale) giapponese di waka e l'ottava delle Jūsandaishū. Compilata da Nijō Tameyo e Nijō Tamesada, commissionata dal daijō Tennō Go-Daigo nel 1323.

## Struttura
L'opera fu iniziata da Tameyo il 21 luglio 1323 (Genkyō 3) per ordine dell'imperatore Go-Daigo e, dopo la morte di Tameyo, nei quattro anni successivi, gli succedette Tamesada che la completò nel 1326 (Shōchū 3). Non esiste una prefazione. Si compone di venti volumi contenenti 1.347 poesie.
La raccolta è suddivisa in poesie primaverili (superiori e inferiori), estive, autunnali (superiori e inferiori), invernali, nomi degli oggetti (monoma), addio, viaggio, celebrazione, amore (1-4), varie (superiori, medie e inferiori), lamentazioni, jingi, shakkyō, con le poesie monona come gruppo indipendente, e si dice che abbia seguito la Shūi Wakashū.
Ci sono meno di 560 autori. Fu la prima antologia imperiale di waka compilata per volontà dell'imperatore Go-Daigo.
L'imperatore Go-Daigo era molto soddisfatto dell'antologia (secondo il Masukagami), ma l'imperatore emerito Hanazono, che era un fan della scuola Kyōgoku, diede una dura recensione, e anche Sanjo Saneto, un poeta della scuola Nijō, la criticò di "parzialità".
I principali poeti inclusi nella raccolta sono Nijō Tameuji (24 poesie), Fujiwara no Tameie (21 poesie), Nijō Tameyo (21 poesie), Fujiwara no Teika (20 poesie), Go-Uda-in (17 poesie), Go-Daigo (17 poesie), Ogura Kimio (15 poesie) e Fujiwara no Shunzei (15 poesie).
Lo stile poetico è descritto come una raccolta di poesie della scuola Nijō, senza alcuna individualità di rilievo. Sebbene eccellesse negli epigrammi, le poesie mancavano di potenza e mostravano la tendenza al declino della famiglia Nijō verso la mediocrità.
Il significato storico-politico e culturale di quest'opera non è di poco conto, poiché durante la sua compilazione si verificò l'incidente Shochu. Una delle caratteristiche della raccolta è che ci sono sessanta membri della famiglia samurai, anche se solo quelli legati allo shogunato Kamakura. Sebbene la maggior parte di essi sia limitata a una o due poesie e non influenzi la tendenza generale dell'antologia waka, non possono essere ignorati come gruppo di autori. Tra questi, fu inserita una poesia di Ashikaga Takauji, che è la più antica poesia waka di Takauji attualmente conosciuta. Takauji inviò questa poesia waka ai selezionatori all'epoca della precedente raccolta, Shokusenzai Wakashū, ma poiché all'epoca non fu adottata, pregò i selezionatori di includerla questa volta. Ci sono anche diversi miuchibito, servitori della famiglia Tokusōma sono elencati usando i loro veri nomi, contrariamente all'usanza secondo cui potevano essere inclusi nell'antologia imperiale solo con un nome buddista o un nome nascosto. Ciò violava il divieto di accogliere un solo capo clan, decretato da Hojo Sadatoki, e sembra riflettere la crescita del potere degli miuchibito nell'ultima parte del periodo Kamakura.